# Madschnūn va Laylī

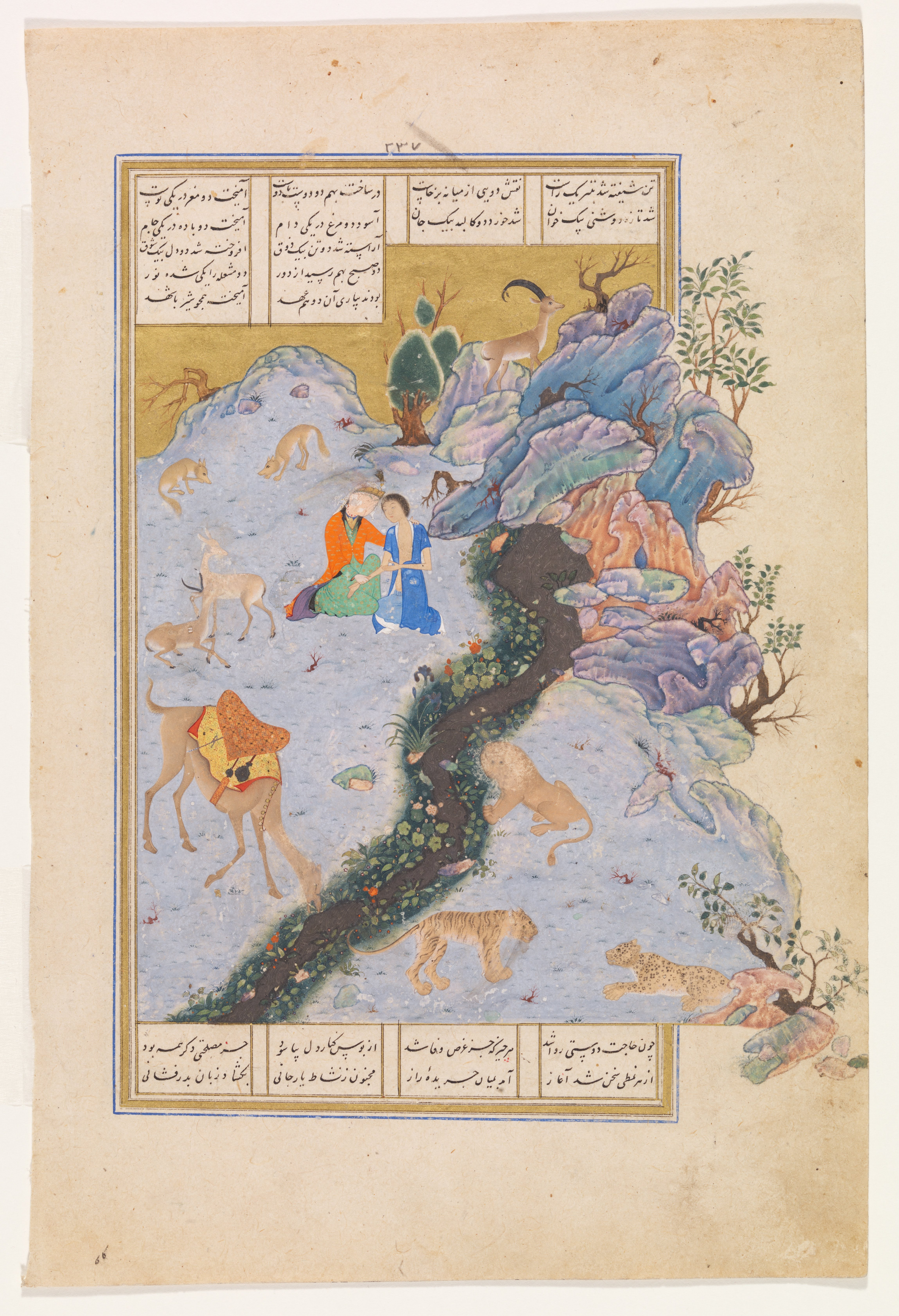
Laylī besucht Madschnūn in der Wüste. Herat 1485.

Madschnūn va Laylī (persisch مجنون و لیلی, DMG Maǧnūn va Laylī) ist das dritte der fünf langen poetischen Werke, das Amīr Chusrau Dihlavī für seine Chamsa verfasst hat. Er hat dieses Masnawī nach dem Vorbild von Nizāmīs Laylī va Madschnūn gestaltet und im Jahre 1299 in Delhi vollendet.
Die Erzählung handelt von Qays und Laylī, Kinder zweier rivalisierender Stämme, die sich in der Schule ineinander verlieben. Als Laylīs Vater davon erfährt, verbietet er seiner Tochter den weiteren Schulbesuch. Die Trennung von der geliebten Freundin treibt Madschnūn in den Wahnsinn. Die Verwandlung von Qays in Madschnūn, den von Laylī Besessenen, und die gesellschaftliche Reaktion auf seinen Zustand sind die zentralen Themen des Masnawī. Zugleich geht es um die Entwicklung von der immanenten zur transzendenten Liebe.

## Einleitung und Schlussteil

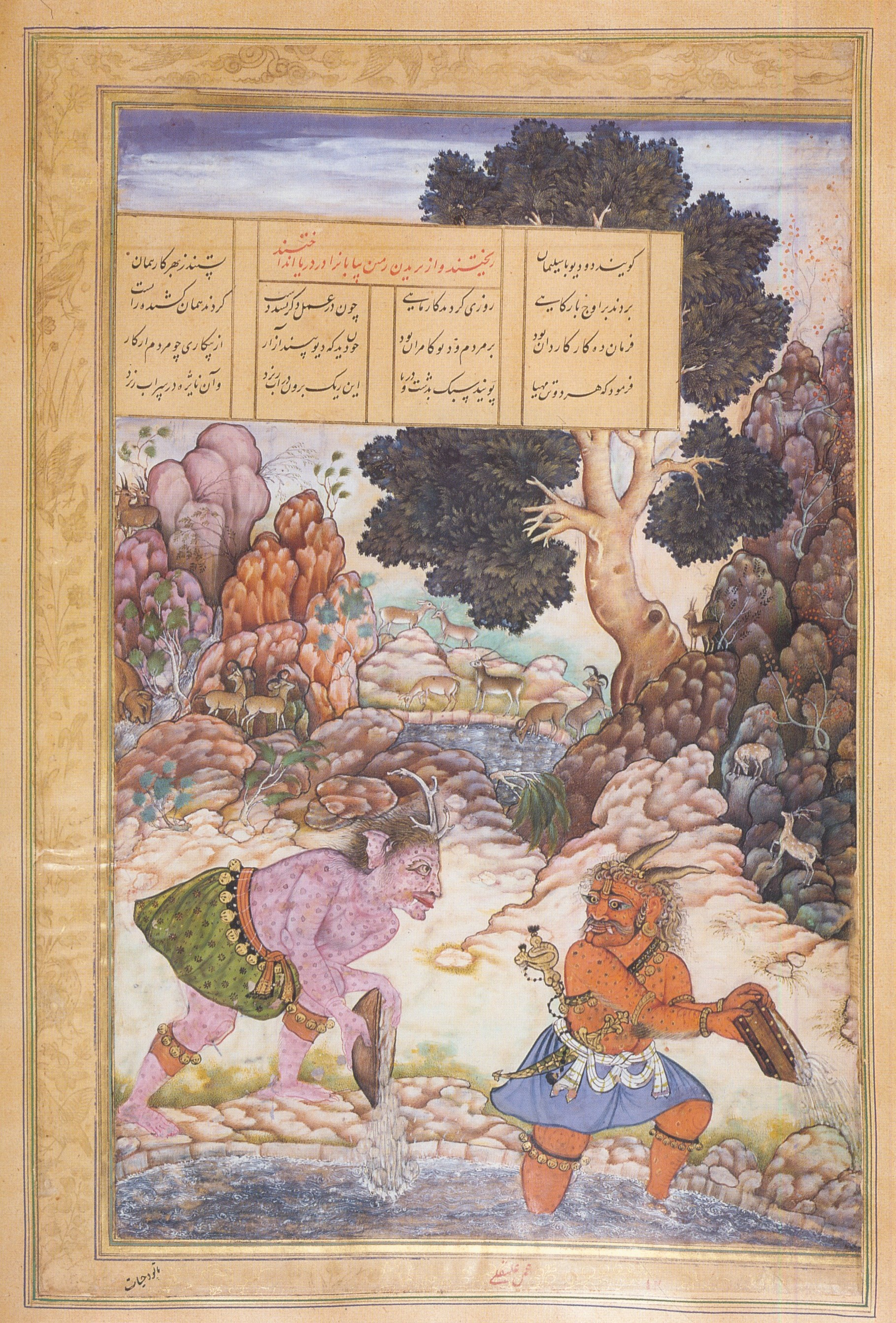
Zwei Dämonen bei der Arbeit

Im Jahre 1299 vollendete Amīr Chusrau seine Version der arabischen Geschichte von Madschnūn Lailā, die als Antwort auf Nizāmīs Laylī va Madschnūn zu verstehen ist. Es folgt dem von Nizāmī vorgegebenen Metrum.
Obwohl das Masnawī in Textausgaben und Fachpublikationen gewöhnlich Madschnūn va Laylī genannt wird, hat Amīr Chusrau den Titel nur als Madschnūn Laylī angegeben, ohne Bindewort zwischen den Namen. Die Auslassung war wahrscheinlich eine bewusste Rückkehr zum ursprünglichen arabischen Titel Madschnūn Lailā, „der von Laylā Besessene“, und ist in jedem Fall eine Umkehrung zum Titel von Nizāmīs Laylī (va) Maǧnūn. Auf diese Weise unterscheidet er sein Werk gleich zu Beginn von dem seines Vorbildes und rückt Madschnūn durch die Voranstellung stärker in den Fokus.
Nach dem Lobpreis Gottes, Muhammads und einer Beschreibung der Himmelfahrt des Propheten folgt je ein Kapitel, in dem er seinen spirituellen Führer Nizām ad-Dīn Auliyāʾ und Sultan Alāʾ ad-Dīn Chaldschī würdigt. Letzteren spricht er in einem eigenen Kapitel direkt an und erinnert an eine Belohnung für sein Werk, wobei allein der Name des Sultans das Werk ehren werde, und das Werk seinerseits den Autor. Danach erklärt Amīr Chusrau, aus welchen Gründen er dieses Masnawī verfasst hat: Nachdem er bereits das Matlaʿ al-anvār und  Schīrīn va Chusrau geschrieben hatte, gönnte er sich eine Phase der Ruhe, bis eine Stimme aus der Höhe ihn dazu aufgefordert habe, die Zeit des Müßiggangs zu beenden. Er solle sich wieder an die Arbeit machen und etwas Kurzes und Gehaltvolles schreiben, weil das besser sei als ein langes Werk, das viel Arbeit macht und doch nicht das Wesentliche vermittelt. Zur Veranschaulichung des Konzepts fügt der Dichter eine kurze Anekdote ein: Zwei Dämonen bauen einen Palast für Salomon. Sie leisten das Werk eines Monats an einem Tag, und weil sie dann nichts besseres zu tun haben, reißen sie den Palast wieder ab. Der König, der sieht, dass er die beiden beschäftigen muss, damit sie keinen Unfug treiben, gibt ihnen eine Aufgabe, die niemals endet. Sie sollen die Steine der Wüste und des Meeres zertrampeln und den daraus entstandenen Sand in das Wasser schütten, während sie mit dem Wasser die Wüste bewässern sollen. Die Dämonen sterben schließlich an Erschöpfung.
Nach diesem Exkurs kehrt der Dichter wieder zu der Frage zurück, was einen guten Text ausmacht: Es sei richtig, nur bei denjenigen Worten zu verweilen, von denen sich die Seele nähren kann. Nur in diesem Fall hält er Länge für wünschenswert. Amīr Chusraus Ausführungen über dieses Thema ist Nizāmīs Vorgabe an dieser Stelle geschuldet. Sie spielen nicht auf die Länge seines Werkes im Vergleich zu dem von Nizāmī an. Madschnūn va Laylī ist mit insgesamt 2.660 Doppelversen der kürzeste Teilband seiner Chamsa und damit erheblich kürzer als sein Vorbild, das aus 4000 bis 4500 Doppelversen besteht.
Die Einleitung schließt ab mit Ratschlägen an seinen Sohn Chizr, die er mit einer kurzen Geschichte über einen jungen Schäfer illustriert, der sein Leben in die Hand nimmt und überraschend viel erreicht.
Im Schlussteil würdigt er seine Mutter Daulat und seinen Bruder Mubārak, die beide innerhalb einer Woche im Jahr der Abfassung von Madschnūn va Laylī gestorben sind.

## Inhalt der Geschichte vonMadschnūn und Laylī

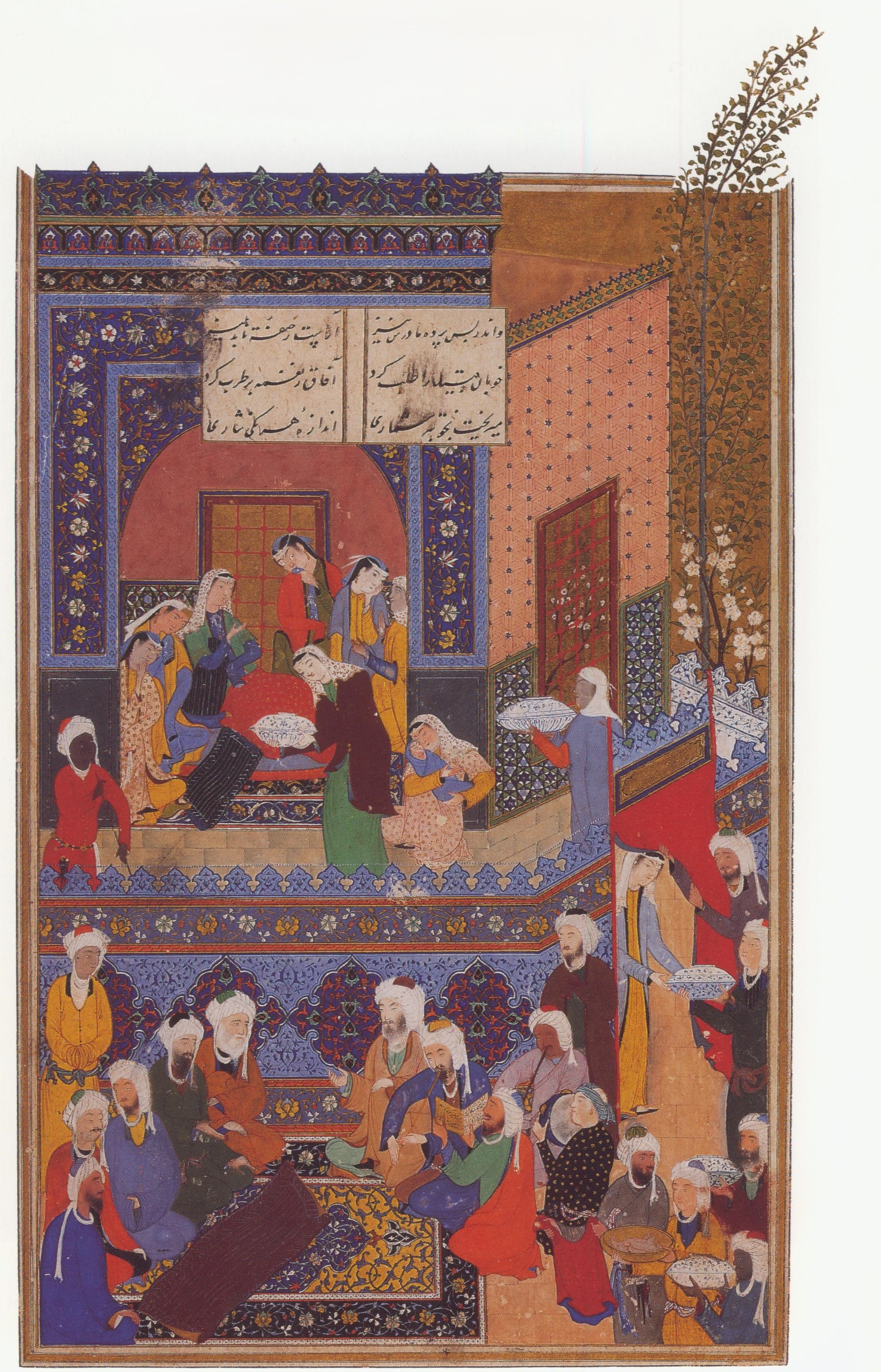
Geburt von Madschnūn, Herat 1485

Die Geschichte beginnt mit der Geburt von Qays. Ein herbeigerufener Astrologe erkennt an der Sternenkonstellation, dass der Knabe mit Schönheit und den besten Qualitäten gesegnet ist, sagt aber auch voraus, dass er durch die Liebe den Verstand verlieren wird. Als Qays in die Schule kommt, trifft er dort auf Laylī und die beiden verlieben sich ineinander. Als Laylīs Vater davon erfährt, untersagt er ihr den weiteren Schulbesuch und befiehlt, dass sie fortan in einer Burg in Parda leben muss. Sie wird Tag und Nacht von ihrer Mutter bewacht. Qays geht noch eine Weile zur Schule, sitzt dort aber abseits von den anderen und verfasst Liebesgedichte für Laylī. Die Trennung von Laylī stürzt ihn in tiefe Verzweiflung. Er verlässt schließlich das elterliche Haus und irrt durch die Wildnis. Die Dichtung bleibt sein Mittel, seine Gefühlslage zum Ausdruck zu bringen, und seine Verse finden größere Verbreitung.
Sein Verhalten, mit dem er gegen alle Regeln verstößt, spricht sich in seinem Stamm herum und er erhält den Namen Madschnūn, der Besessene. Sein Vater holt ihn zurück und verspricht ihm, um die Hand der Geliebten anzuhalten. Doch Laylīs Vater hat bereits von Qaysʾ Zustand gehört und weigert sich, seine Tochter mit einem Verrückten zu verheiraten. Gekränkt von dieser Zurückweisung wendet sich Madschnūns Vater an Naufal, den Stammesführer. Dieser ist ein großzügiger und verständnisvoller Mann. Er schickt einen Boten zu Laylīs Vater und droht mit Krieg, wenn er der Verheiratung mit Madschnūn nicht zustimmt. Die Gegenseite bleibt bei ihrer Ablehnung und auch der Kampf kann sie nicht zum Einlenken zwingen. Madschnūn zieht sich wieder in die Wüste zurück, wird aber erneut von seinem Vater zurückgeholt, weil Naufal ihm seine eigene Tochter Chadīdscha geben will. Die Aussicht, eine Andere zu heiraten, löst bei Madschnūn Entsetzen aus, aber als gehorsamer Sohn willigt er ein. Es gibt eine prunkvolle Hochzeit, bei der die wichtigsten Persönlichkeiten des Stammes zu Gast sind und Geschenke aus aller Welt eintreffen. Doch obwohl alle die Schönheit Chadīdschas bewundern, denkt Madschnūn nur an Laylī, weint und weist seine Braut zurück.

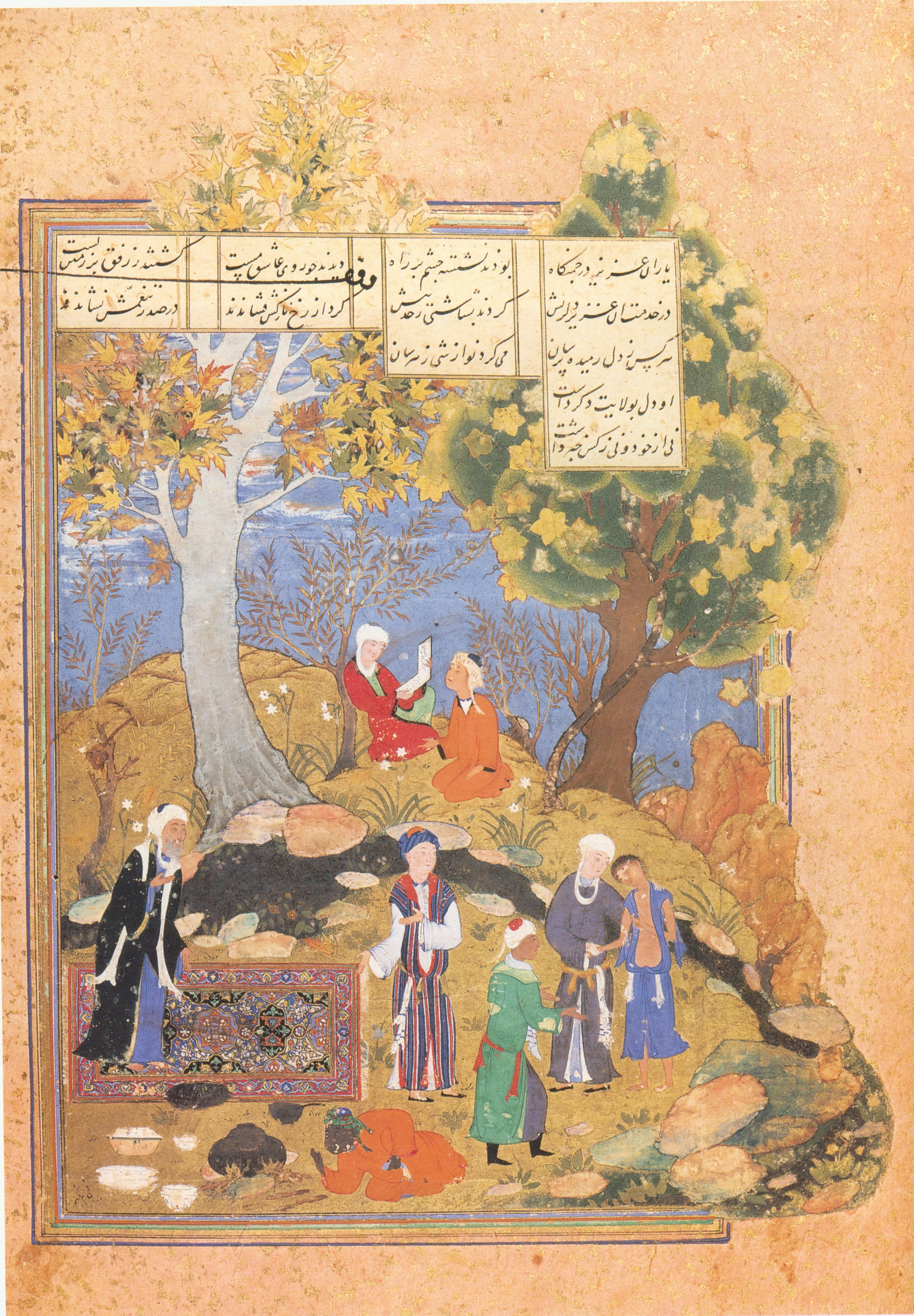
Madschnūn wird von seinen Freunden eingeladen. Herat 1495.

Laylī hört von der Hochzeit und ist zu Tode betrübt. In dem Glauben, der Geliebte habe sie vergessen, schreibt sie ihm einen vorwurfsvollen Brief. In seiner Antwort darauf erklärt Madschnūn die näheren Umstände der Heirat, dass er in Wirklichkeit nur sie liebe und er seine Braut schon wieder verlassen habe. Von seinem Verhalten sind alle schockiert und sein Vater stirbt aus Kummer. Madschnūn wandert ein drittes Mal in die Wüste. Auch als zwei Freunde ihn zu einem fröhlichen Zusammensein an einem Bach herbeiholen und er dort herzlich empfangen wird, zieht er es vor, in die Wildnis zurückzukehren. Dort sammeln sich wilde Tiere um ihn. Er zerreißt seine Kleidung und beißt sich selbst Wunden in die Haut. Lediglich einem räudigen und schmutzigen Hund zeigt er seine Zuneigung, streichelt und küsst ihn und teilt mit ihm sein weniges Essen. Er richtet eine lange Lobrede an den Hund, vertraut ihm eine Grußbotschaft an, sollte er zufällig bei seiner Geliebten vorbeikommen, und erklärt sich schließlich selbst zum Hund des Hundes.
Laylī verzehrt sich ebenfalls vor Kummer. Eines Morgens bricht sie mit einem schnellen Kamel auf, um Madschnūn in der Wüste aufzusuchen. Sie findet ihn an einem steinigen Berghang. Während er schläft, wird er von wilden Tieren bewacht, die Laylī aber Zutritt gewähren, weil sie ihre aufrichtige Liebe zu ihm erkennen. Als Madschnūn aufwacht und die Freundin erkennt, fallen beide, von Emotionen überwältigt, in Ohnmacht. Erst mit Einbruch des Abends erwachen die Liebenden. Sie verbringen die Nacht in einer langen, innigen Umarmung und sind wie „zwei Herzen in einer Brust, zwei Perlen in einem Schmuckkästchen“. Ihre Einheit ist vollkommen und absolut keusch. Die Tiere sind verzückt vom Anblick dieser idealen Liebe, die auch im Tierreich einen Zustand des Friedens und der Harmonie hervorbringt und sogar zwischen Mensch und Tier eine Heilszeit anbrechen lässt. Es ist eine neue Zeit, da die Geliebte und der Geliebte nun unauslöschlich im Herzen des jeweils anderen weilen. Warum sollte man unter diesen Umständen noch die physische Anwesenheit des anderen wünschen? Madschnūn beschließt daher, Laylī zu verlassen, und diese willigt ein, weil sie seine Vorstellung von Liebe teilt. In der Morgendämmerung nimmt sie Abschied, küsst seine von Dornen verwundeten Füße und wäscht mit ihren Tränen den Staub von seinem Haupt. Als sie fortgeht, singt sie ein Ghasel und beschreibt darin ihre Liebe und ihren Schmerz über die Trennung.
Einige Zeit später besucht Laylī mit ihren Freundinnen einen Palmenhain. Dort trifft sie auf einen Mann, der ausloten will, wie tief ihre Liebe zu Madschnūn ist. Dieser, so berichtet er, sei inzwischen verstorben. Die Nachricht lässt Laylī zusammenbrechen. Bestürzt über die Wirkung seiner Worte gibt er sogleich zu, dass er sie nur habe testen wollen, doch es ist bereits zu spät. Kurze Zeit danach stirbt sie. Zum Begräbnis erscheint auch Madschnūn. Er stürzt sich in das offene Grab und umarmt Laylīs Leichnam. Ihre erzürnten Verwandten greifen ihn im Grab an und erstechen ihn. Am Ende wird er gemeinsam mit seiner Geliebten begraben.

## Unterschiede zu NizāmīsLaylī und Madschnūn
Amīr Chusrau hat sich sowohl in Bezug auf die Geschichte als auch auf den Rahmen, in dem es um seine Inspiration, familiäre Angelegenheiten oder den Rat an die eigenen Kinder geht, eng an sein Vorbild gehalten. Einige Veränderungen hat er aber dennoch vorgenommen: Bei Amīr Chusrau ist es nicht Laylī, die von ihrer Familie verheiratet wird, sondern Madschnūn. In der indischen Version sucht Laylī Madschnūn in der Wildnis auf, im persischen Vorbild kommt Madschnūn zu Laylī. In beiden Fällen handelt es sich um das entscheidende Treffen, bei dem die endgültige physische Trennung der Liebenden eingeleitet wird. Als Laylī den Heimweg antritt und den Geliebten zurücklässt, singt sie Liebesgedichte. Bei Nizāmī ist es Madschnūn, der seine Verse intoniert. Die Rolle von Laylīs Mutter hat Amīr Chusrau umgearbeitet und die von Madschnūns Mutter stark ausgebaut.
Die Episoden bei Nizāmī, in denen Madschnūn die Gazellen und den Hirsch befreit, ersetzt Amīr Chusrau durch die Freundschaft Madschnūns mit dem Hund, der im Islam als unrein gilt. Diese Szene gilt als wichtige Schlüsselepisode; danach ist Madschnūns Wahnsinn allgemein bekannte Tatsache. Amīr Chusrau beschreibt wirklichkeitsnah die verschiedenen Reaktionen der Leute: einige lachen ihn aus und verspotten ihn, andere weinen aus Mitleid, als er sich zum Hund des Hundes herabsetzt. Die Episode mit dem Hund soll einerseits Madschnūns extreme Selbstherabwürdigung und seinen Wahnsinn deutlich machen. Andererseits wird das Tier durch seine legendäre Treue auch zu einem von den Mystikern gern verwendeten Symbol für die demütige und bedingungslose Liebe der Gläubigen zu Gott und öffnet damit das Masnawī für eine mystische Deutung. Der Liebende, der sich selbst zum Hund des Geliebten erklärt, ist ein Topos in der lyrischen Dichtung. Die Interaktion Madschnūns mit den wilden Tieren, die Nizāmī sehr stark hervorhebt, spielt bei Amīr Chusrau nur eine untergeordnete Rolle. Schließlich beschreibt der indische Dichter auch den Tod Madschnūns anders: während er am Ende in Laylīs offenes Grab springt und dort getötet und begraben wird, stirbt er bei Nizāmī während seiner Klage an Laylīs Grab, umringt von den Tieren. Dort wird er auch nicht in Laylīs Grab beigesetzt, sondern er erhält seine letzte Ruhestätte neben der Geliebten.

## Belege
1. ↑  Orsatti in Ashtiany: Persian Narrative Poetry. 2023, S. 284 und S. 286.
2. ↑   Genau gesagt handelt es sich um das Metrum hazaǧ musaddas aḫrab maqbūz maḥdūf (– – ᴜ /ᴜ – ᴜ –/ ᴜ – –). Paola Orsatti in Ashtiany: Persian Narrative Poetry. 2023, S. 252. Elwell-Sutton: The Persian Metres. S. 109, Nr. 5.1.10.
3. ↑  Das Alif maqsūra am Ende von Lailā wird im Arabischen als langes A gelesen, im Persischen aber als I verstanden. Deshalb lautet der Name im persischen Titel Laylī.
4. ↑  Orsatti in Ashtiany: Persian Narrative Poetry. 2023, S. 277.
5. ↑  Nizāmī hatte seinen Titel ebenfalls ohne verbindendes va angegeben. Paola Orsatti in Ashtiany: Persian Narrative Poetry. 2023, S. 252 und S. 279.
6. ↑  Maǧnūn wa Lailī, Moskau 1974, S. 22–23 (Nizām ad-Dīn) und S. 24–30 (Alāʾ ad-Dīn).
7. ↑  Maǧnūn wa Lailī, Moskau 1974, S. 31–35. Brend: Perspectives on Persian Painting, S. 13.
8. ↑  Paola Orsatti in Ashtiany: Persian Narrative Poetry. 2023, S. 278. Brend: Perspectives on Persian Painting, S. 13.
9. ↑  Paola Orsatti in Ashtiany: Persian Narrative Poetry. 2023, S. 278.
10. ↑  Wie lang genau der Text von Nizāmī ursprünglich war, ist nicht ganz sicher. Paola Orsatti in Ashtiany: Persian Narrative Poetry. 2023, S. 254–255 und 278.
11. 1 2  Brend: Perspectives on Persian Painting, S. 14–15.
12. ↑  Brend: Perspectives on Persian Painting, S. 16.
13. ↑  Maǧnūn wa Laylī, Moskau 1974, S. 200, Zeile 60.
14. ↑  Maǧnūn wa Laylī, Moskau 1974, S. 203, Zeile 96.
15. ↑  Orsatti in Ashtiany: Persian Narrative Poetry. 2023, S. 284–285. Brend: Perspectives on Persian Painting, S. 16.
16. 1 2  Brend: Perspectives on Persian Painting, S. 17.
17. ↑  Paola Orsatti in Ashtiany: Persian Narrative Poetry. 2023, S. 278–279.
18. ↑  Paola Orsatti in Ashtiany: Persian Narrative Poetry. 2023, S. 281.
19. ↑  Orsatti in Ashtiany: Persian Narrative Poetry. 2023, S. 258 und S. 285.
20. ↑  Paola Orsatti in Ashtiany: Persian Narrative Poetry. 2023, S. 282.
21. ↑  F. Viré: Kalb, in: Encyclopaedia of Islam New Edition Online. doi:10.1163/1573-3912_islam_COM_0425
22. ↑  Paola Orsatti in Ashtiany: Persian Narrative Poetry. 2023, S. 283 und Fußnote 114. Annemarie Schimmel: Stern und Blume. Die Bilderwelt der persischen Poesie. Harrassowitz, Wiesbaden 1984. S. 105 und S. 160.